# SEAL Team Six
O United States Naval Special Warfare Development Group (NSWDG), abreviado como DEVGRU (em português: "Grupo de Desenvolvimento de Guerra Naval Especial dos Estados Unidos"), e conhecido como SEAL Team Six, é o componente da Marinha dos Estados Unidos do Joint Special Operations Command (JSOC). A unidade é frequentemente referida no JSOC como Task Force Blue. O DEVGRU é apoiado administrativamente pelo United States Naval Special Warfare Command (NSWC) e comandado operacionalmente pelo JSOC. A maior parte das informações relativas ao DEVGRU é designada como confidencial e os detalhes de suas atividades geralmente não são comentados nem pelo Departamento de Defesa dos Estados Unidos nem pela Casa Branca. Apesar das mudanças oficiais de nome, "SEAL Team Six" continua sendo o apelido amplamente reconhecido da unidade.
DEVGRU e seus homólogos do Exército dos Estados Unidos e da Força Aérea dos Estados Unidos, Delta Force e 24th Special Tactics Squadron, são as principais unidades de missão especial de Tier 1 das Forças Armadas dos Estados Unidos, encarregadas de realizar as missões mais complexas, confidenciais e perigosas dirigidas, até 2002, pela National Command Authority  e, desde então, diretamente pelo Presidente dos Estados Unidos ou pelo Secretário de Defesa dos Estados Unidos. O DEVGRU conduz diversas missões especializadas, como contraterrorismo, resgate de reféns, reconhecimento especial e ação direta (ataques de curta duração ou ações ofensivas de pequena escala), muitas vezes contra alvos de alto valor (High-Value Target) (HVT).

## História
As origens do DEVGRU estão no SEAL Team Six, uma unidade criada após a Operação Eagle Claw. Durante a crise dos reféns no Irã em 1979, Richard Marcinko foi um dos dois representantes da Marinha dos EUA em uma força-tarefa do Estado-Maior Conjunto conhecida como Terrorist Action Team (TAT). O objetivo do TAT era desenvolver um plano para libertar os reféns americanos detidos no Irã. Na sequência do desastre na base Desert One, no Irã, a Marinha viu a necessidade de uma unidade antiterrorista a tempo inteiro e encarregou Marcinko da sua concepção e desenvolvimento.
Marcinko foi o primeiro comandante desta nova unidade. Na época, havia duas equipes SEAL: SEAL Team One e SEAL Team Two. Marcinko nomeou a unidade SEAL Team Six para confundir a inteligência soviética quanto ao número de equipes SEAL existentes. Os proprietários de Plankowner unit's (membros fundadores) foram entrevistados e escolhidos a dedo por Marcinko de toda a comunidade da UDT/SEAL. O SEAL Team Six foi formalmente comissionado em novembro de 1980, e um programa de treinamento intenso e progressivo deixou a unidade pronta para a missão seis meses depois. O SEAL Team Six tornou-se a principal unidade de resgate de reféns e contraterrorismo da Marinha dos Estados Unidos. Foi comparado à Delta Force do Exército dos Estados Unidos. Marcinko ocupou o comando do SEAL Team Six por três anos, de 1980 a julho de 1983, em vez do típico comando de dois anos na Marinha da época. O SEAL Team Six começou com 75 atiradores. A unidade tem recursos praticamente ilimitados à sua disposição. Em 1984, Marcinko e uma dúzia de membros do SEAL Team Six formariam a Red Cell (também conhecida como OP-06D), uma unidade especial projetada para testar a segurança das instalações militares americanas.
Em 1987, o SEAL Team Six foi dissolvido. Uma nova unidade chamada Naval Special Warfare Development Group (Grupo de Desenvolvimento de Guerra Especial Naval) foi formada, essencialmente como sucessor do SEAL Team Six. As razões para a dissolução são variadas, mas o nome SEAL Team Six é frequentemente usado em referência ao DEVGRU.

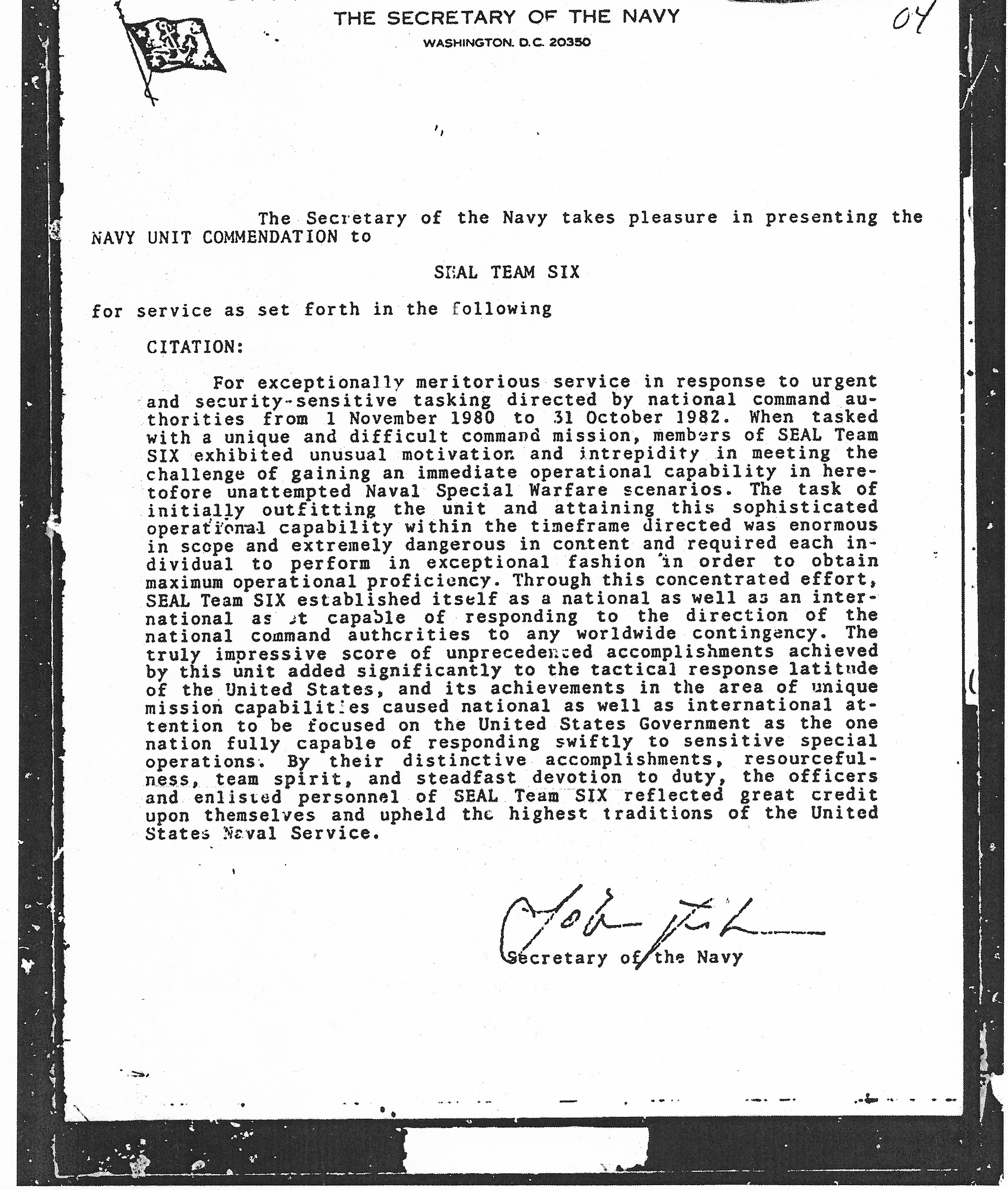
Comenda da Unidade da Marinha concedida ao SEAL Team Six por serviços excepcionalmente meritórios de novembro de 1980 a outubro de 1982.

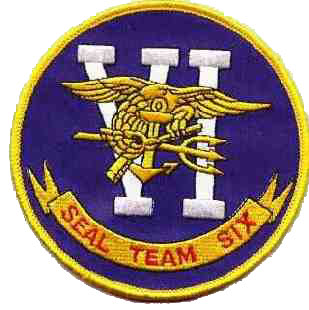
Patch do SEAL Team Six

### Controvérsias
Em 2010, durante a tentativa de resgate da trabalhadora humanitária britânica Linda Norgrove dos sequestradores talibãs no Afeganistão, ela morreu em consequência dos ferimentos sofridos pela granada de mão errante de um SEAL. Em 2017, o Sargento das Forças Especiais do Exército dos Estados Unidos, Logan Melgar, morreu devido a um trauma sofrido durante um aparente incidente de trote na base no Mali que resultou em processos criminais de dois membros do DEVGRU e dois Marine Raiders.
Após uma investigação de dois anos pelo The Intercept, um relatório foi divulgado em 2017, acusando o SEAL Team Six e seus comandantes de abusos, crimes e encobrimentos. A investigação incluiu entrevistas com numerosos membros e oficiais da unidade, que relataram o envolvimento do grupo em abusos, incluindo o que alguns membros descreveram como crimes de guerra. Ex-membros e oficiais da unidade disseram que os comandantes toleravam e encobriam abusos.

## Recrutamento, seleção e treinamento
Nos estágios iniciais da criação do SEAL Team Six, Marcinko teve uma janela de seis meses para produzir a equipe. Se ele não tivesse feito isso, o projeto teria sido cancelado. Consequentemente, Marcinko teve pouco tempo para criar um curso de seleção adequado ao processo da Delta Force. Para contornar isso, os recrutas foram selecionados após avaliação de seus registros na Marinha, seguida de entrevistas individuais. De acordo com o livro Rogue Warrior de Marcinko, os membros do SEAL Team Six foram escolhidos se tivessem dificuldades iniciais para se qualificar em aspectos do treinamento, mas posteriormente se qualificaram, já que a determinação desses candidatos era vista como mais valiosa do que um candidato que passou rapidamente pelo treinamento. Originalmente, os candidatos vinham apenas das equipes SEAL da costa leste e da costa oeste e das Underwater Demolition Teams.
Embora grande parte da formação e recrutamento seja confidencial, existem alguns requisitos e exercícios de formação que são agora de conhecimento público. Os requisitos para se candidatar ao DEVGRU estabelecem que os candidatos devem ser do sexo masculino, ter 21 anos ou mais, ter servido pelo menos 2 missões em suas atribuições anteriores, e ser elegível para autorização secreta. Os candidatos vêm das equipes SEAL da Costa Leste/Oeste, equipes de SEAL  Delivery Vehicle (SDV), equipes de Special Boat (para o Gray Squadron), equipes de explosive ordnance disposal  (EOD) da Marinha e do Special amphibious reconnaissance corpsman (SARCs) da Marinha. Os candidatos alistados devem estar nas faixas salariais de E-4 a E-8 e os candidatos a oficiais precisam estar entre O-3 e O-4 para se inscrever. Os candidatos devem passar por exames físicos, testes psicológicos e depois serem entrevistados para avaliar se são adequados para serem designados para o NSWDG. Aqueles que passarem pelo rigoroso processo de recrutamento participarão de um curso de seleção e treinamento de oito meses com o departamento de treinamento da unidade conhecido como Green Team. A taxa de abandono dos cursos de formação é elevada, geralmente em torno de 50%; durante um curso de seleção, dos 20 candidatos originais, 12 concluíram o curso. Todos os candidatos são acompanhados de perto por instrutores do DEVGRU e avaliados quanto à sua adequação para ingressar nos esquadrões individuais. Howard E. Wasdin, um ex-membro do SEAL Team Six, disse em uma entrevista de 2011 que 16 se inscreveram para o curso de seleção do SEAL Team Six e dois foram aceitos. Aqueles que não passam na fase de seleção retornam às atribuições anteriores e podem tentar novamente no futuro.
Como todas as unidades das forças de operações especiais que possuem um cronograma de treinamento extremamente intensivo e de alto risco, podem ocorrer ferimentos graves e mortes. O SEAL Team Six/DEVGRU perdeu vários operadores durante o treinamento, incluindo acidentes de paraquedas e acidentes de treinamento em combate corpo a corpo. Presume-se que o processo de avaliação da unidade para potenciais novos recrutas seja diferente daquele que um operador SEAL experimentou na sua carreira anterior, e grande parte do treino testa a capacidade mental do candidato e não a sua condição física. Cada candidato escolhido já terá concluído seus respectivos pipelines de treinamento avançado; treinamento Basic Underwater Demolitions/SEAL, treinamento de Special Warfare Combatant-Craft Crewman, treinamento de Special Amphibious Reconnaissance Corpsman, treinamento Navy EOD ou Navy Dive School.
Os candidatos são submetidos a uma variedade de cursos de treinamento avançado ministrados por instrutores civis ou militares. Isso pode incluir escalada livre, guerra terrestre, técnicas avançadas de combate desarmado, direção avançada defensiva e ofensiva, mergulho avançado, comunicações e treinamento de sobrevivência, evasão, resistência e fuga. Os candidatos também aprendem como arrombar fechaduras de carros, portas e cofres. Todos os candidatos devem ter desempenho de alto nível durante a seleção, e os instrutores da unidade avaliam o candidato durante o processo de treinamento. Os candidatos selecionados são designados para um dos Tactical Development and Evaluation Squadrons. Ao contrário das equipes SEAL regulares, os operadores do SEAL Team Six podem frequentar quase qualquer outro curso militar para receber treinamento adicional, dependendo dos requisitos da unidade.
Assim como a Delta Force, os exercícios de tiro ao vivo em batalhas de longo alcance e de curta distância são realizados com papéis de reféns desempenhados por outros alunos para ajudar a construir a confiança dos candidatos entre si.
O DEVGRU treina e opera regularmente com unidades de forças especiais de outros países, incluindo o 2nd Commando Regiment australiano, o Special Boat Service britânico e a Joint Task Force 2 canadense.

## Estrutura
O DEVGRU é dividido em esquadrões de linha codificados por cores:
- Red Squadron (Assalto);
- Blue Squadron (Assalto);
- Gold Squadron (Assalto);
- Silver Squadron (Assalto);
- Black Squadron (Inteligência, Reconhecimento e Vigilância);
- Grey Squadron (Equipes de Mobilidade, Transporte/Mergulhadores, Força de reação rápida);
- Green Team (Seleção/Treinamento).[55]

Cada esquadrão de assalto, geralmente liderado por um Comandante (O-5), é dividido em três tropas de SEALs alistados, frequentemente chamados de "assaltantes". Cada uma dessas tropas é comandada por um oficial comissionado sênior, que geralmente é um Tenente-Comandante (O-4). Um chefe de tropa também serve como conselheiro do comandante da tropa e é o SEAL mais alistado na tropa, geralmente um Master Chief Petty Officer (E-9). Uma tropa DEVGRU é dividida em equipes menores de SEALs. Cada tropa tem cerca de 16 membros e é liderada por um oficial comissionado sênior, bem como por um chefe de tropa. Essas equipes individuais de agressores são lideradas por SEALs alistados; geralmente um Suboficial Sênior (E-8), às vezes um Suboficial Sênior (E-7). O restante dessas equipes é preenchido com mais suboficiais (E-7), suboficiais de primeira classe (E-6) e suboficiais de segunda classe (E-5); cada membro com uma função respectiva.
Cada esquadrão de assalto também possui um apelido específico. Os exemplos incluem os Gold Squadron's Crusaders, Red Squadron's Indians, Blue Squadron's Pirates, Silver Squadron's Headhunters e Gray Squadron's Vikings. Os esquadrões de assalto são apoiados por uma variedade de pessoal de apoio, incluindo criptologistas, comunicadores, técnicos EOD, adestradores de cães e, às vezes, aviadores do 24th Special Tactics Squadron da Força Aérea dos Estados Unidos, o elemento JSOC da Força Aérea.
De acordo com o relatório do Government Accountability Office sobre forças de operações especiais, no ano fiscal de 2014, o DEVGRU tinha um total de 1.787 cargos autorizados, dos quais 1.342 são militares e 445 são civis.

## Armas de fogo
A seguir está uma lista de armas de fogo conhecidas por serem usadas pelo DEVGRU, mas devido à natureza secreta da unidade, esta lista não é completa.

### Carabinas
- Noveske 10.5" NSR 5.56×45mm;[62]
- Heckler & Koch HK416 5,56 × 45mm;
- Heckler & Koch MP7 4.6×30mm;
- Colt Mk 18 CQBR 5.56×45mm;
- M4A1 (vários fabricantes) 5,56×45mm (não tão comumente usado, mas ainda em estoque. Também personalizado com itens SOPMOD).

### Rifles de precisão e anti-material
- Colt Mk 12 SPR 5.56×45mm;
- Knight's Armament Company SR-25 7.62×51mm;
- Remington Model 700 "Mk 13 Mod. 5" .300 Winchester Magnum;
- McMillan TAC-338 .338 Lapua;
- McMillan TAC-50 "Mk 15 Mod. 0" .50 BMG;
- Barrett M107A1 .50 BMG.

### Armas secundárias
- Heckler & Koch HK45 "Mk 24 Mod. 0" .45 ACP;
- SIG Sauer P226 "P226R Mk 25" 9×19mm;
- Glock 19 9×19mm;
- SIG Sauer P320 9×19mm.

## Papéis e responsabilidades

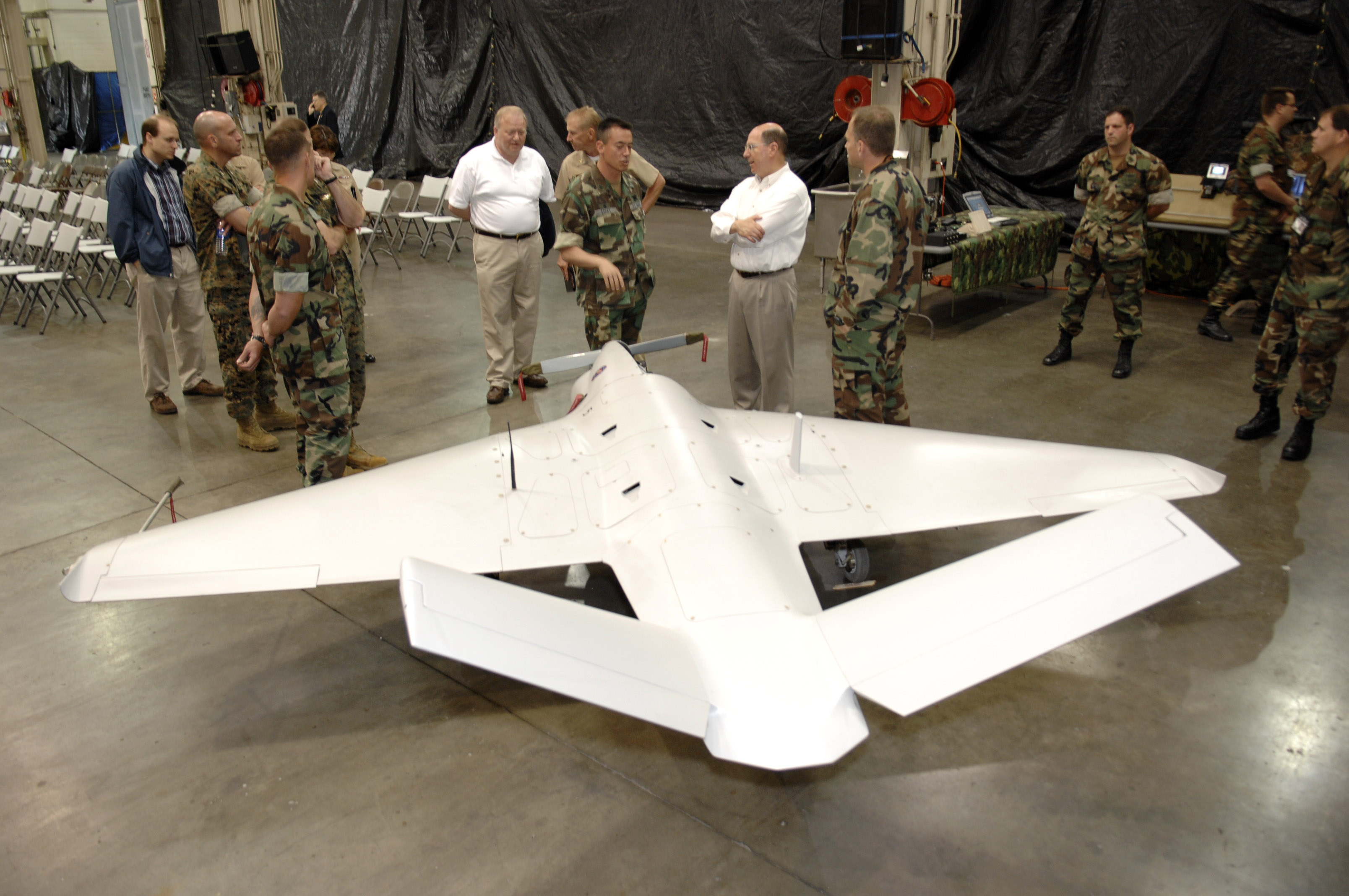
Secretário da Marinha dos Estados Unidos, Donald C. Winter é informado sobre o UAV Sentry HP em Dam Neck, 2007

A missão completa do DEVGRU é secreta, mas acredita-se que inclua operações antiterroristas preventivas e pró-ativas, contraproliferação (esforços para impedir a propagação de armas convencionais e armas de destruição em massa), bem como a eliminação ou recuperação de alvos de alto valor de nações hostis. DEVGRU é uma das poucas Special Mission Units dos EUA autorizadas no uso de ações preventivas contra terroristas e suas instalações.
Quando o SEAL Team Six foi criado em 1980, dedicava-se exclusivamente ao combate ao terrorismo com responsabilidade marítima mundial; seus objetivos normalmente incluíam alvos como navios, plataformas petrolíferas, bases navais, embaixadas costeiras e outras bases civis ou militares acessíveis por mar ou por vias navegáveis interiores. Em certas operações, pequenas equipes do SEAL Team Six foram encarregadas de se infiltrar secretamente em áreas internacionais de alto risco para realizar reconhecimento ou avaliações de segurança de instalações militares e embaixadas dos EUA para aconselhar sobre melhorias, a fim de evitar vítimas em caso de ataque terrorista. O SEAL Team Six foi dissolvido em 1987, e sua função, menos o embarque não antiterrorista, que foi atribuída ao recém-formado SEAL Team 8, foi atribuída ao recém-formado DEVGRU.
Desde o início da Guerra ao Terror, o DEVGRU evoluiu para uma unidade multifuncional de operações especiais com mandato operacional mundial. Tais operações incluem o resgate bem-sucedido de Jessica Buchanan e Poul Hagen Thisted, a tentativa de resgate de Linda Norgrove, o resgate bem-sucedido do médico americano Dilip Joseph e em 1991, a recuperação bem-sucedida do presidente haitiano Jean-Bertrand Aristide e da sua família durante um golpe que o depôs.
A missão oficial da missão do Naval Special Warfare Development Group atualmente em operação é "fornecer gerenciamento centralizado para o teste, avaliação e desenvolvimento de tecnologia de equipamentos e técnicas, táticas e procedimentos para guerra especial naval". O DEVGRU e a Delta Force treinam e se desdobram juntos em missões antiterroristas, geralmente como parte de uma joint special operations task force (JSOTF). O Special Activities Center altamente secreto da Central Intelligence Agency e, mais especificamente, o seu grupo de elite, o Special Operations Group, muitas vezes trabalha e recruta do DEVGRU. A combinação destas unidades levou finalmente ao assassinato do líder da Al-Qaeda, Osama bin Laden, na Operação Neptune Spear.